# Polet Airlines
Polet Airlines (russisch ЗАО Авиакомпания «Полёт», deutsch Poljot) war eine russische Fluggesellschaft mit Sitz in Woronesch. Sie führte in erster Linie internationale Fracht-, aber auch einige kontinentale Passagierflüge durch. Polet war der einzige Betreiber der Il-96-400T.

## Geschichte

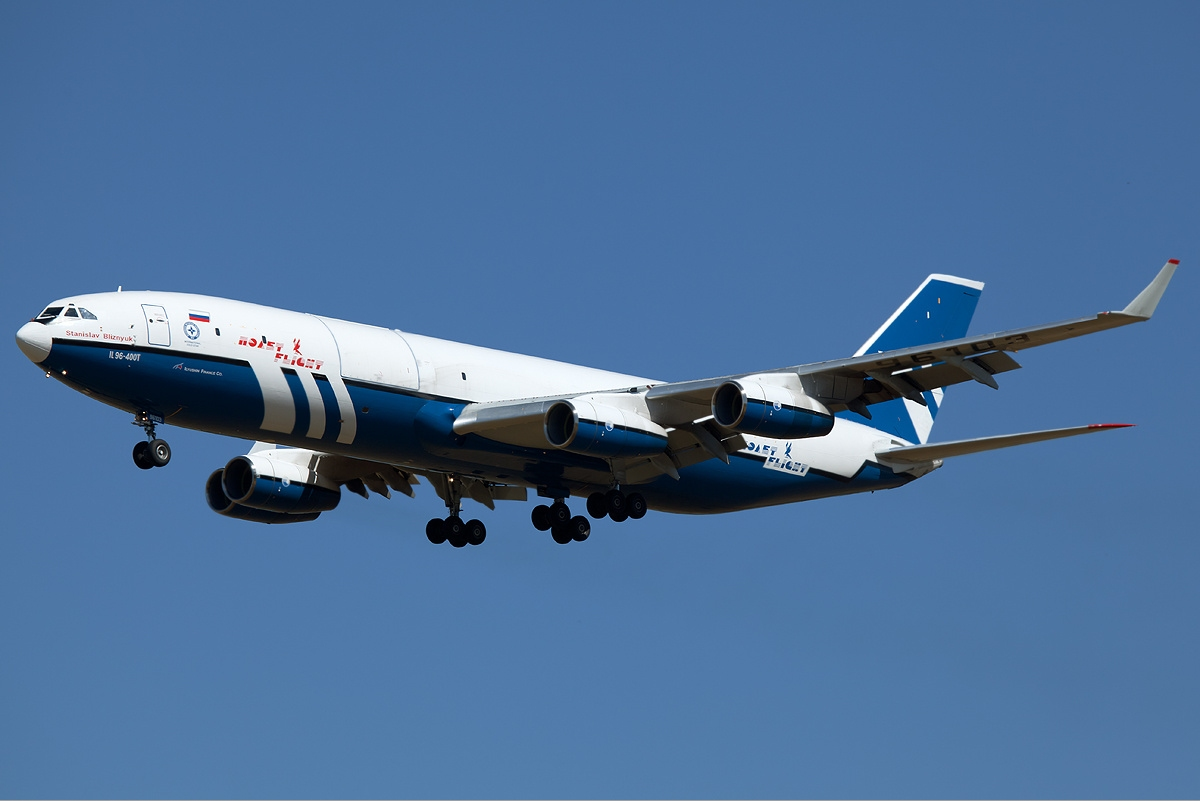
Il-96-400T

Polet Airlines wurde 1988 gegründet. Der Flugbetrieb begann im selben Jahr mit einer Antonow An-30A, die Fracht- und Passagierflüge für Gasfördergesellschaften im Norden Russlands absolvierte. Durch Aufträge weiterer Gasgesellschaften und der russischen Luftstreitkräfte wurde die Flotte laufend erweitert.
Mitte der 1990er Jahre wurden zwei Antonow An-124-100 beschafft. Mit dem zweitgrößten Frachtflugzeugtyp der Welt wurde eine Marktnische für Schwertransporte erschlossen und eine eigene Luftfrachtabteilung gegründet. Im April 1998 wurde ein neu entwickeltes Schienensystem für Schwerlasten in den An-124 installiert. 1999 beziehungsweise 2001 erhielt Polet die Flug- und Landerechte für die USA und Kanada.
Im August 2003 begann Polet Airlines mit der Personenbeförderung als Regionalfluggesellschaft. Zwischenzeitlich werden auch internationale Ziele angeflogen. 
Polet Airlines stellte den Flugbetrieb im Dezember 2014 komplett ein, nach dem ein Schiedsgericht die Überprüfung des Unternehmens auf Grund ausstehender Leasingraten (163 Millionen Rubel) an die Ilyushin Finance Cooperation anordnete. Die russische Luftfahrtaufsichtsbehörde Rosawiazija suspendierte daraufhin das AOC der Airline und widerrief es endgültig Anfang April 2015.

## Flugziele
Das Hauptgeschäft der Polet Airlines stellten weltweite Frachtflüge mit Fokus auf Schwertransporte dar. Sie hatte die Genehmigung für den Transport von Satelliten und Raketen der russischen Raumfahrtbehörde Roskosmos.
Zudem hatte sie auch einige Passagierverbindungen: Neben Krasnodar, Nowosibirsk, Norilsk, Jekaterinburg, Uljanowsk, Sotschi, Sankt Petersburg, Belgorod und Moskau-Domodedovo im Inland wurden international Jerewan, Baku, Minsk, Prag, München, Qostanai und saisonal auch Larnaka, Antalya und Istanbul angeflogen.

## Flotte

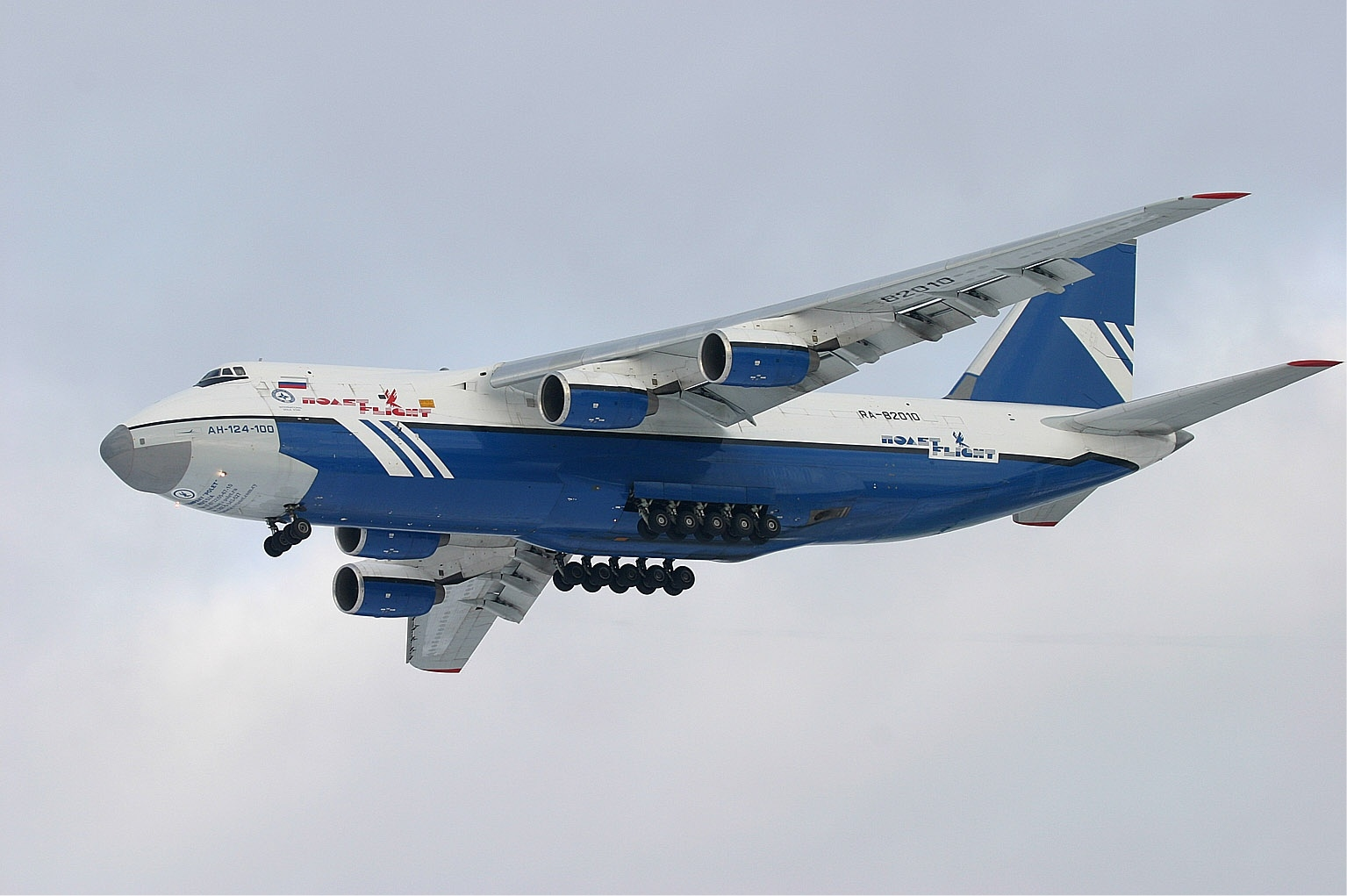
Eine Antonow An-124 der Polet Airlines

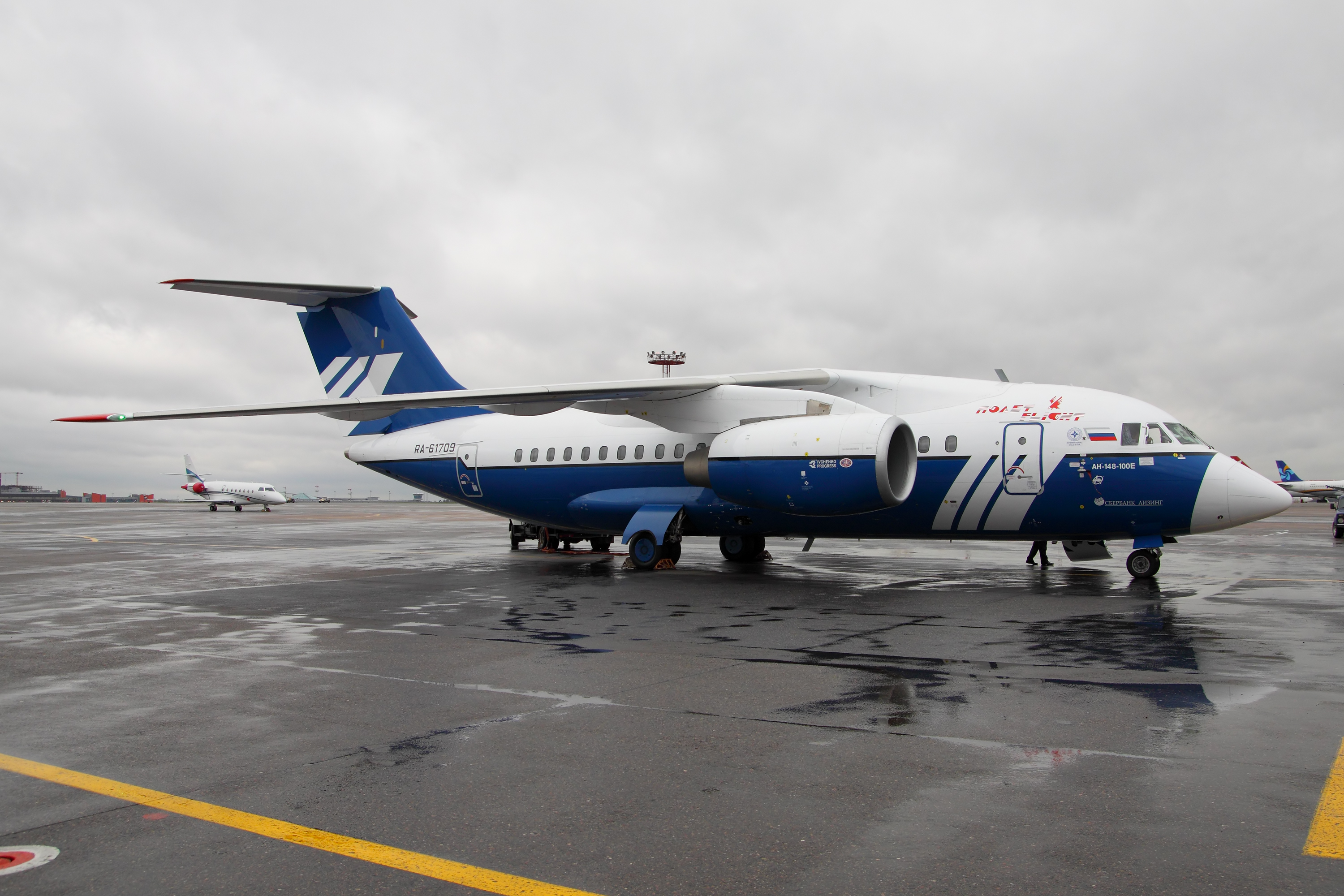
Eine Antonow An-148 der Polet Airlines (RA-61709)

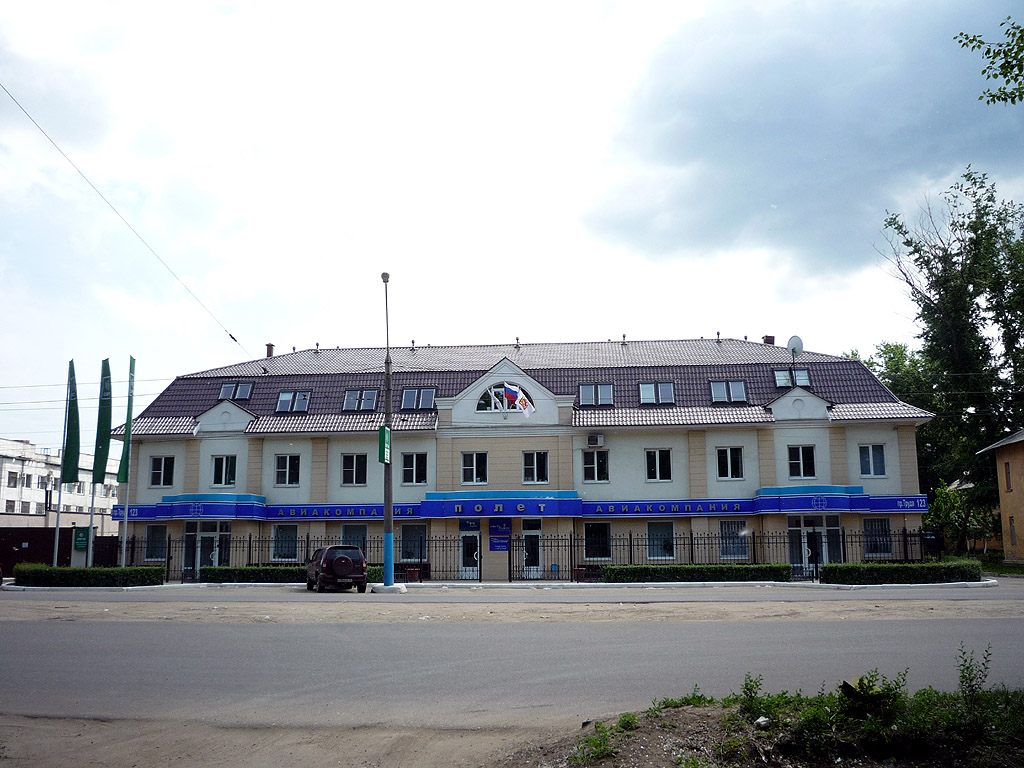
Das ehemalige Hauptquartier der Polet Airlines in Woronesch

Im August 2013 bestand die Polet-Airline-Flotte aus 16 Flugzeugen:
Frachtflugzeuge
- 4 Antonow An-124-100

Passagierflugzeuge
- 2 Antonow An-148-100E (2014 von Angara Airlines übernommen - RA-61709, RA-61710)
- 1 BAe 125 Series 800 (Geschäftsreiseflugzeug)
- 4 Saab 2000
- 5 Saab 340

Bestellungen
- 1 Iljuschin Il-96-400T

Weiterhin gehörten acht stillgelegte Flugzeuge zur Flotte:
- 2 Antonow An-24
- 2 Antonow An-30A
- 3 Iljuschin Il-96-400T
- 1 Saab 2000